# سؤالات في تعدد الزوجات
سؤالات في تعدد الزوجات كتاب موسوعي جمع فيه المؤلف أحكام تعدد الزوجات في الإسلام على صيغة مسائل في مجموعة من الأسئلة والأجوبة تهم المسلم الذي تزوج أكثر من زوجة أو من يرغب من المسلمين في تعدد الزوجات.
مايميز هذا الكتاب أسلوب الطرح السهل البسيط الذي يفهمه العامة ولايحتاج إلى فقيه أو طالب علم.

## المحتويات

### أحكام في التعدد
هو الفصل الأول في الكتاب ناقش فيه المؤلف جميع الأسئلة التي تدور حول مشروعية تعدد الزوجات في الإسلام وحد العدد المعتبر للتعدد في الإسلام والعشرة بالمعروف ولماذا حدد الإسلام التعدد بأربعة نساء، وأحكام تحريم الجمع بين المرأة وأختها أو عمتها أو خالتها.

### العدل في السكن
الفصل الثاني في الكتاب ناقش كل الأسئلة المختصة بالسكن بالتفصيل ومايتعلق فيه من مسائل، ودعوة النساء إلى بيت الزوجة الأخرى.

### العدل في النفقة والكسوة
الفصل الثالث من الكتاب ناقش فيه المؤلف وجوب النفقة والحد المعتبر فيها، وهل يلزم المعدد أن يشتري لجميع نسائه مايشترية لإحداهن، كذلك أحكام الهدية والمصروف ونحو ذلك.

### العدل في المبيت
الفصل الرابع يذكر فيه المؤلف المراد بالمبيت وكيفيته وكيفية القسمة في المبيت والمدة ووقت القسمة وأحكام النهار والليل والمعاشرة، والزوجة الجديدة وماورد عن المبيت عندها سبعاً للبكر وثلاثاً للثيب وصحة الأقوال في المبيت، وحكم تزوج إمرأتين في ليلة واحدة فكيف يقسم بينهن، والكثير من الأحكام في ذلك، والتنازل عن المبيت.

## التقديم
قدم للكتاب الشيخ عبد الله بن جبرين.

## الكتاب في المكتبات
- الكتاب مفهرس في مكتبة الملك فهد الوطنية - ديوي 1 , 219 - رقم الإيداع 1429/3228
- صفحة الكتاب على موقع بوك إستريم الشهير booksstream
- صفحة الكتاب في موقع ebooks4islam.com
- صفحة الكتاب في جوجل بوك